# Пельнарж, Йосеф
Йосеф Пельнарж (чеш. Josef Pelnář; 16 ноября 1872[…], Домажлице[…] — 29 октября 1964, Прага[…]) — чешский и чехословацкий врач-терапевт, педагог, профессор (1912), доктор медицины, академик Чехословацкой Академии наук (1952). Лауреат Государственной премии ЧССР (1949), премии города Праги (1948).
Один из основоположников чешской терапевтической медицины. Создатель научной школы, которая подготовила ряд видных чешских терапевтов.

## Биография
Родился в семье сапожника. Окончил гимназию, затем продолжил обучение на медицинском факультете Карлова университета. Ученик профессора внутренних болезней Йозефа Томайера и патологоанатома Ярослава Главы.
Работал в медицинской клинике уже во время учёбы, затем в Институте патологической анатомии, Гарнизонном госпитале и Институте патологии во Львове. В 1901—1902 годах был ассистентом в психиатрической клинике Куффнера, затем в течение пяти лет в клинике Томайера. Совершил ряд ознакомительных поездок в европейские страны.
Во время Первой мировой войны работал военным врачом в Сербии, затем возглавлял военный госпиталь в Целе и Триесте (Италия). В 1920 году получил звание профессора.
В 1920—1942 годах работал заведующим кафедрой терапии в Карловом университете.
Похоронен на Вышеградском кладбище в Праге.

## Научная деятельность
Основные труды учёного посвящены болезням обмена веществ, печени, поджелудочной железы, желудочно-кишечного тракта, крови.
Автор 5-томного руководства по патологии и терапии внутренних болезней.

### Избранные труды
- О podstatě immunity, «Sbirka přednášek a rozprav z oboru lěkařskeho v Praze», 7. ser., № 9-10, 1899, p. 175—238;
- Pathologie a therapie nemoci vnitžnich, dil. 1—5, 2 vyd., Praha, 1940—56;
- Ùvod k nauce о chorobách tráviciho ústroji, Praha, 1945.

## Награды
- Императорский австрийский орден Франца Иосифа
- Крест за заслуги перед Красным Крестом
- Орден Святого Саввы 1 и 2 степени
- орденом Республики
- медаль Я. Пуркине
- Государственная премия ЧССР (1949)
- премия города Праги (1948).